# 太田トンネル
太田トンネル（おおたトンネル）は、北海道久遠郡せたな町大成区太田と同町北檜山区新成を結ぶ北海道道740号北檜山大成線のトンネルであり、北海道道に存在するトンネルの中で一番長いトンネルとなっている。

## 概要
本トンネルが存在する道道740号北檜山大成線は、道道指定された1972年（昭和47年）から本トンネルを含む前後7 kmを含む区間が開通するまで、北は鵜泊漁港付近、南は太田漁港で未開通となっていた。しかし、北檜山区と大成区を結ぶ海岸路線の形成による物流効率化の促進、地域間交流の活性化、災害に伴う孤立地域の解消のほか、国道通行止め時における代替路線を構築する目的で、未開通区間延長9.6 kmの区間が1972年に開発道路に指定される。その区間内で建設された本トンネルだが、二度の計画変更により延伸され、未供用のまま廃止された、天狗トンネルの一部区間を利用している。

## 天狗トンネル
天狗トンネルとは、太田トンネル着工前1995年に竣工していた延長713 mのトンネルであり、二度の計画変更により未供用のまま廃止された。天狗トンネル南口には天狗覆道（1988年竣工）と太田覆道（1987年竣工）が存在し、この二つの覆道が竣工した当時は、このルートで建設することが決定していた。しかし、この両覆道も未供用のまま廃止されている。

### 一度目の計画変更
一度目の計画変更は、天狗トンネル完成後、1996年2月10日に北海道後志管内の余市郡余市町と古平郡古平町を結ぶ国道229号の豊浜トンネル岩盤崩落事故を受け、道内の建設中を含めた全てのトンネルで安全性の緊急点検が行われた結果、天狗トンネル北側坑口から尾花岬までの区間が崩落の危険があると判断され、天狗トンネルを北側へ延伸させ、延長2,469 mの「北成トンネル」として運用することが決定した。北成トンネルは竣工済みの天狗トンネルの北側坑口からおよそ150 m南側から分岐トンネルを掘削し、尾花岬付近の断崖を迂回するトンネルである。平成15年の北海道開発局の資料によると、この時点では北成トンネルで建設し、完成させる予定であったことがわかる。
- 1996年 - 2002年（時期不明）豊浜トンネル岩盤崩落事故を受け、北成トンネルとして天狗トンネルの延伸が決定
- 2002年（平成14年）掘削開始[4]
- 2005年（平成17年）9月17日 貫通

### 二度目の計画変更
二度目の計画変更は、具体的な詳細については不明だが、上記の豊浜トンネル岩盤崩落事故や、島牧村の第二白糸トンネル崩落事故などのトンネル災害を受け、安全性が飛躍的に向上した近年において、北成トンネル南側坑口にある、天狗覆道や太田覆道などでは、トンネル災害が防止できないものとされ、再び建設計画が変更、竣工済みの北成トンネル南側坑口付近から山側へ迂回し北成トンネルを南へ925.9 mさらに延伸させ、延長3,360 mの「太田トンネル」として供用することが決定し供用されている。これにより、1995年に竣工した天狗トンネルは中間部を新トンネルとして活用し、天狗トンネル南口と北の坑口、さらに南側の天狗覆道と太田覆道はどちらも再利用されることなく、未供用のまま廃止された。
- 2006年（平成18年）計画変更、北成トンネルの延伸決定
- 2007年（平成19年）トンネル工事開始
- 2009年（平成21年）トンネル本体完成
- 2013年（平成25年）4月24日、太田トンネルとして供用開始

## ギャラリー

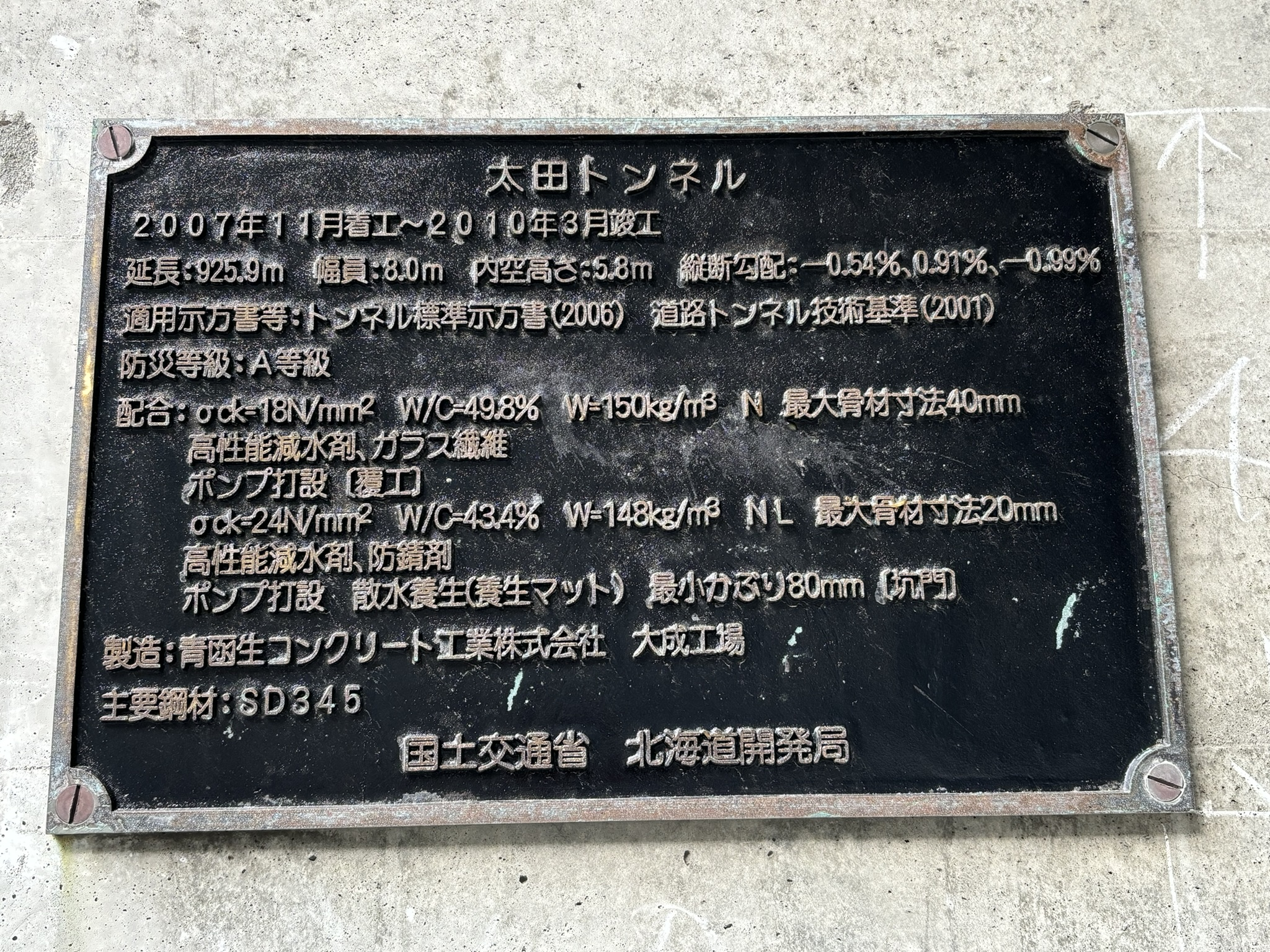
太田トンネル南口に設置されているトンネル銘板。トンネル延長に対しここには延長925.9ｍとなっているが、これは二度目の計画変更で南側に延伸した際の延伸距離となっている。

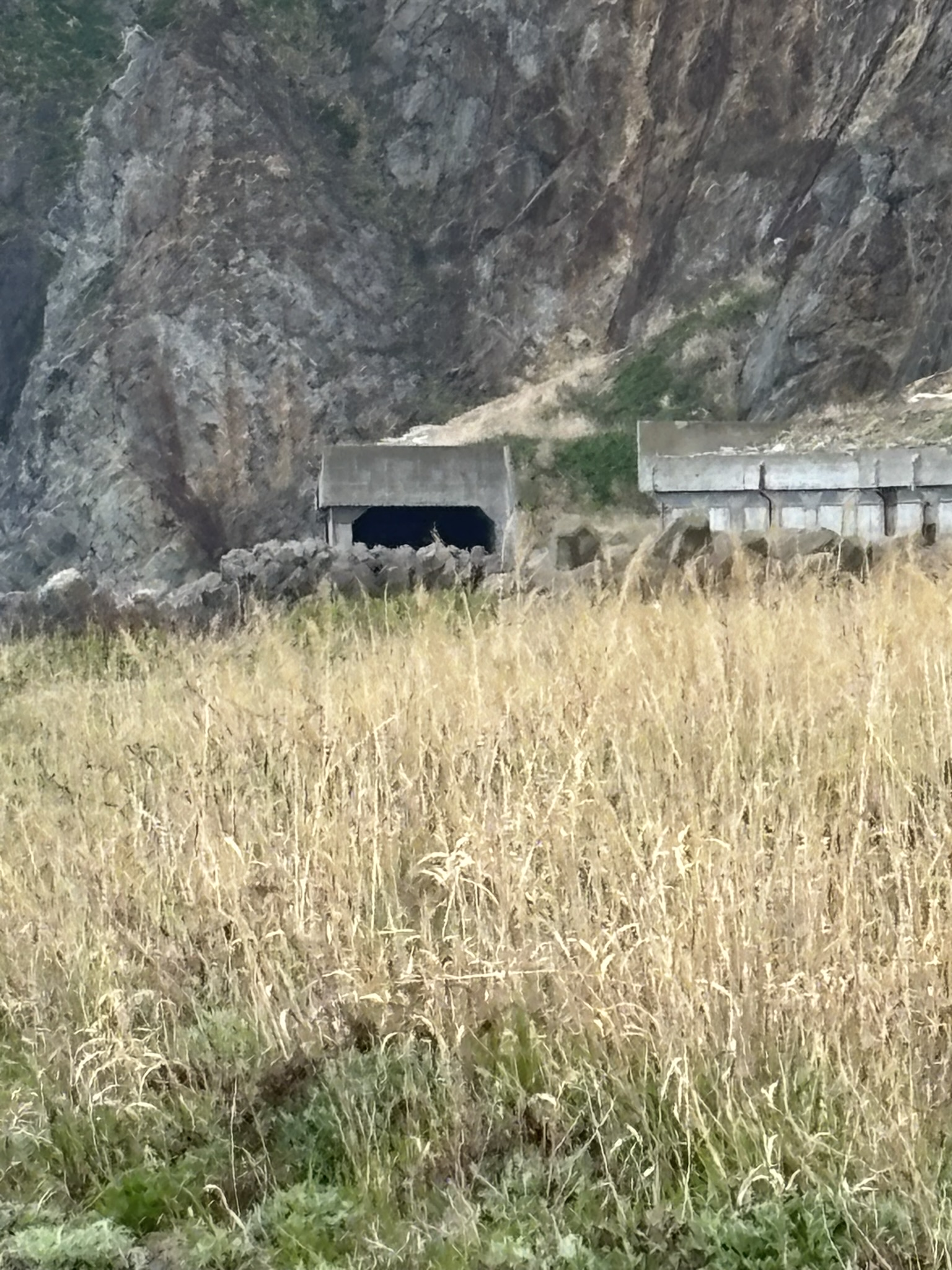
写真中央が天狗覆道で、右側は太田覆道

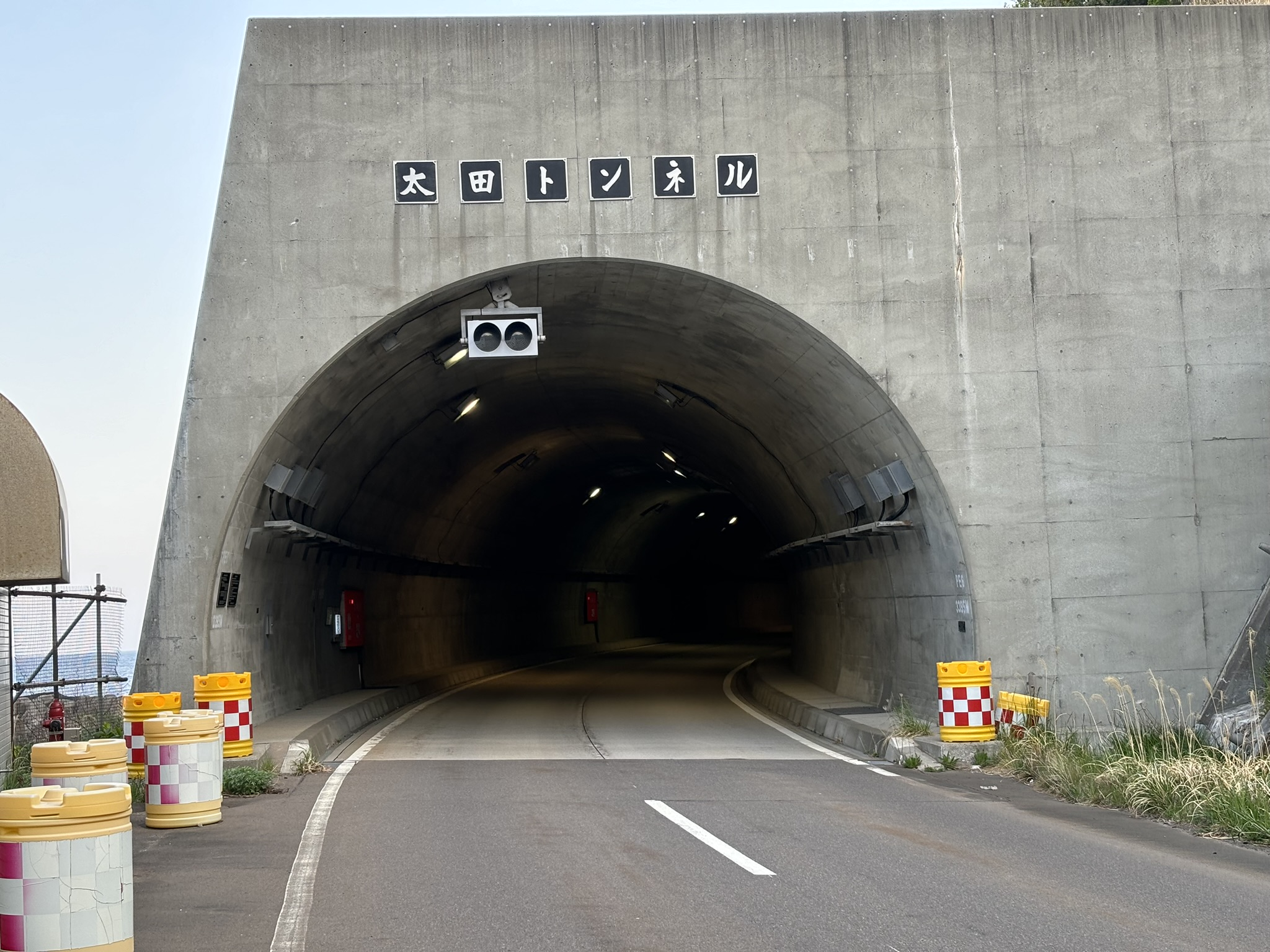
太田トンネル南口（太田側坑口）

## 沿革
- 1995年（平成8年）12月、天狗トンネル竣工
- 1996年 - 2002年（詳細不明）豊浜トンネル岩盤崩落事故を受け、整備計画変更、北成トンネルとしてトンネル延伸決定
- 2002年（平成14年）北成トンネル延伸部の掘削開始
- 2005年（平成17年）9月17日、貫通
- 2006年（平成18年）再び計画変更、北成トンネルの延伸決定
- 2007年（平成19年）トンネル工事開始
- 2009年（平成21年）トンネル工事完成
- 2013年（平成25年）4月24日、太田トンネルとして周辺道路と共に供用開始